# 존 색슨
존 색슨(영어: John Saxon, 1936년 8월 5일~2020년 7월 25일)는 미국의 배우이다. 이탈리아계 미국인 아버지와 이탈리아 칼라브리아주 출신 이민자 어머니 사이에서 태어났다.

## 출연 작품
- 엑스트라(2012년) - 빅터 발리엔트 역
- 브링 미 더 헤드 오브 랜스 헨릭슨(2012년)
- 울프 (2009, War Wolves) - 토니 역
- 가장 무서운 이야기(2006년)
- 스탠리의 여자친구(2006년)
- 아웃 오브 타임(2002년)
- 나이트 클래스(2001년) - 머피 역
- 이소룡 - 전사의 여행(2000년)
- 조셉스 기프트(1998년)
- 황혼에서 새벽까지(1996년) - FBI 요원 스탠리 체이스 역
- 나이트메어 시티(1994년)
- 나이트메어 7 - 뉴 나이트메어(1994년)
- 비버리 힐스 캅 3(1994년)
- 살인 인형(1993년)
- 누명 2 (1992, Frame-Up II: The Cover-Up)
- 노 이스케이프 노 리턴(1993년)
- 맥시멈 포스(1992년)
- 동물적 본능(1992년)
- 헬마스터(1992년)
- 위험한 관계(1991년)
- 라스트 리벤저(1991년)
- 액션 진기명기(1990년) - 본인/진행자 역
- 필사의 탈출(1990년)
- 전사(1990년)
- 지구 반란(1990년)
- 지하 터널의 전설(1989년)
- 욕망의 교차로(1989년)
- 나이트메어 비치(1989년)
- 나이트메어 3 - 꿈의 전사(1987년) - Lt. 로널드 톰슨 역
- 썸씽 와일드(1986년)
- 돌아온 터미네이터(1986년)
- 사위 합동 작전(1985년)
- 도박꾼(영어판)(1985년)
- 나이트메어(1984년) - Lt. 톰슨 역
- 탐정수첩(1983년)
- 성난 눈동자(1982년) - 호머 허바드 역
- 도둑과 연인(1982년)
- 섀도우(1982년)
- 비욘드 이블(1980년)
- 우주의 7인(1980년)
- 지옥의 카니발(1980년)
- 패스트 컴퍼니(1979년)
- 일렉트릭 호스맨(1979년)
- 샬리마르(1978년)
- 엔터베 특공 작전(1977년)
- 정열의 나폴리(1976년)
- 스위스의 음모(1975년)
- 블랙 크리스마스(1974년) - 케네스 풀러 역
- 미스터 킹스트리츠 워(1973년)
- 이소룡의 생과 사(1973년) - 본인 역
- 용쟁호투(1973년) - 로퍼 역
- 조 키드(1972년)
- 건파이터의 최후(1969년)
- 애펄루사(1966년)
- 너무 많은 것을 안 여자(1963년) - 마르첼로 바시 박사 역
- 더 카디널(1963년)
- 아고스티노(1962년)
- 미스터 홉스 휴가 가다(1962년)
- 워 헌트(1962년)
- 파시 프롬 헬(1961년)
- 검은 초상(1960년) - 블레이크 리차즈 역
- 4인의 무뢰한(1960년)
- 언포기븐(1960년) - 조니 역
- 디스 해피 필링(1958년)
- 평범한 여인의 행복(1954년)
- 스타 탄생(1954년)

### 텔레비전
- 딜론 보안관(1955년)
- 보난자(1959년)
- 마스터즈 오브 호러 시즌 2 에피소드 6 - 죽음의 모피 코트(2006년)
- 다이너스티(1981년)
- A 특공대 - TV시리즈(1983년)
- 아이언 사이드(1967년)
- 원더 우먼 - TV 시리즈(1975년)
- 6백만 달러의 사나이 - TV 시리즈(1974년)
- 꿈꾸는 낙원 (1978-84)
- 미녀 첩보원 (1983, Scarecrow and Mrs. King)